# Мельничук Роман Вікторович
Рома́н Ві́кторович Мельничу́к (16 серпня 1990 — 12 лютого 2015) — солдат резерву Міністерства внутрішніх справ України, учасник російсько-української війни.

## Життєпис
Сапер, 2-й батальйон спеціального призначення НГУ «Донбас», псевдо «Санта».
12 лютого 2015-го частини ЗСУ займають штурмом частину Логвинового та розблоковують трасу Бахмут — Дебальцеве, в селі залишилися осередки опору, які придушуються; частини батальйону «Донбас» проводять зачистку селища і прилеглої ділянки траси. Танкісти у 20-хвилинному бою під Логвиновим ліквідували щонайменш 8 російських Т-72 5-ї танкової бригади. Загинув у бою з терористами, тоді також полягли бійці «Донбасу» Андрій Камінський, Володимир Самойленко, Володимир Панчук, Анатолій Поліщук та 30-ї ОАМБр Андрій Браух, Микола Сущук, Володимир Шульга, 79-ї бригади — Ігор Марквас та Володимир Суслик. БМП, у якому пересувався Володимир Панчук, потрапила в засідку терористів, вояки зайняли оборону та довго стримували противника, запобігши потраплянню в кільце та нападу на військову колону. Незважаючи на перевагу противника у живій силі, група змогла ліквідувати в бою понад 20 терористів.
Без Романа лишилися мама, старша сестра, бабуся.
Похований в місті Вінниці, кладовище села Пирогово.

## Нагороди
За особисту мужність і героїзм, виявлені у захисті державного суверенітету та територіальної цілісності України, вірність військовій присязі під час російсько-української війни, відзначений — нагороджений
- орденом «За мужність» III ступеня (посмертно)